# Bürgermeisterei Pfalzfeld
Die Bürgermeisterei Pfalzfeld war eine von zehn preußischen Bürgermeistereien, in welche sich der 1816 gebildete Kreis Sankt Goar im Regierungsbezirk Koblenz verwaltungsmäßig gliederte. Von 1822 an gehörte die Region zu der in dem Jahr neugebildeten Rheinprovinz. Der Verwaltung der Bürgermeisterei unterstanden 18 Landgemeinden. Der Verwaltungssitz war in der heutigen Ortsgemeinde Pfalzfeld im Rhein-Hunsrück-Kreis in Rheinland-Pfalz.
1927 wurde die Bürgermeisterei Pfalzfeld in Amt Pfalzfeld umbenannt, das 1968 in der Verbandsgemeinde Pfalzfeld und 1970 in der neugebildeten Verbandsgemeinde Emmelshausen aufging.

## Gemeinden und zugehörende Ortschaften
Zur Bürgermeisterei Pfalzfeld gehörten folgende Gemeinden und Ortschaften (Einwohnerzahlen Stand 1885):
- Bickenbach (475 Einwohner) mit der Sonntagsmühle
- Birkheim (157 E.)
- Braunshorn (230 E.)
- Dudenroth (101 E.; seit 1974 Ortsteil von Braunshorn)
- Hausbay (189 E.)
- Hungenroth (134 E.)
- Lamscheid (174 E.; seit 1969 Ortsteil von Leiningen) mit den Weilern Reifenthal und Sauerbrunnen
- Laudert, Pfälzisch (171 E.)
- Laudert, Trierisch (163 E.)
- Leiningen (218 E.) mit einem Teil von Reifenthal
- Lingerhahn (295 E.)
- Maisborn (132 E.)
- Mühlpfad (94 E.) mit der Kehlenmühle und der Ostermühle
- Niedert (128 E.) mit dem Niederter Haus und der Niederter Mühle
- Norath (299 E.)
- Pfalzfeld (279 E.) mit dem Hof Nenzhausen
- Schwall (156 E.) mit der Layenmühle und der Schwallermühle
- Thörlingen (139 E.)

## Geschichte
Die Gemeinden im Bürgermeistereibezirk Pfalzfeld gehörten zum Ende des 18. Jahrhunderts zu insgesamt fünf unterschiedlichen Territorien. Im Jahr 1794 hatten französische Revolutionstruppen das Linke Rheinufer besetzt. Unter der französischen Verwaltung gehörte das Gebiet von 1798 bis 1814 zum Arrondissement Simmern (Kanton Pfalzfeld), das dem Rhein-Mosel-Département zugeordnet war. Bickenbach gehörte zum Arrondissement Koblenz. Nach dem Pariser Frieden (1814) wurde die Region zunächst der Gemeinschaftlichen Landes-Administrations-Kommission mit Sitz in Kreuznach unterstellt, die unter der Verwaltung von Österreich und Bayern stand.

### Bürgermeisterei Pfalzfeld
Aufgrund der Beschlüsse auf dem Wiener Kongress wurde 1815 das Rhein-Mosel-Département dem Königreich Preußen zugeordnet. Unter der preußischen Verwaltung wurden 1816 Regierungsbezirke und Kreise neu gebildet. Die Bürgermeisterei Pfalzfeld war dem Kreis Sankt Goar und dem Regierungsbezirk Koblenz (damals „Regierungsbezirk Coblenz“) in der Provinz Großherzogtum Niederrhein (1822 Rheinprovinz) zugeordnet. Linksrheinisch behielt Preußen in der Regel die Verwaltungsbezirke der französischen Mairies vorerst bei. Aus den zur vorherigen Mairie Pfalzfeld gehörenden Gemeinden (Dörth, Hausbay, Hungenroth, Karbach, Laudert, Leiningen, Lingerhahn, Maisborn, Mühlpfad, Niedert, Norath, Pfalzfeld und Thörlingen) wurde 1816 die Bürgermeisterei Pfalzfeld gebildet. Hinzu kamen die Gemeinden Birkheim (Mairie Sankt Goar), Bickenbach (Mairie Halsenbach, Kanton Boppard), Braunshorn und Dudenroth (beide Mairie Gödenroth, Kanton Kastellaun).
Bis 1818 erfolgten verschiedene Änderungen. Dörth und Karbach kamen zur Bürgermeisterei Halsenbach, Laudert wurde wieder in „Pfälzisch Laudert“ und „Trierisch Laudert“ geteilt, Lamscheid und Schwall wurden als eigenständige Gemeinden aus Leiningen ausgegliedert.

### Amt Pfalzfeld
So wie alle Bürgermeistereien in der Rheinprovinz wurde die Bürgermeisterei Pfalzfeld 1927 in Amt Pfalzfeld umbenannt. 1934 wurden die beiden Gemeinden pfälzisch und trierisch Laudert zusammengeführt. Ansonsten ergaben sich bis 1968 keine Veränderungen bei den zugehörenden Gemeinden.

### Verbandsgemeinde Pfalzfeld
Im Zuge der ersten rheinland-pfälzischen Verwaltungsreform ging 1968 das Amt Pfalzfeld in der Verbandsgemeinde Pfalzfeld auf. Im Jahr 1969 wurden die der Verbandsgemeinde Pfalzfeld angehörenden Gemeinden aus dem gleichzeitig aufgelösten Landkreis Sankt Goar aus- und in den neugebildeten Rhein-Hunsrück-Kreis eingegliedert.
Auf der Grundlage des „Achten Landesgesetzes über die Verwaltungsvereinfachung im Lande Rheinland-Pfalz“ wurde die Verbandsgemeinde Pfalzfeld 1970 aufgelöst. Die Ortsgemeinden Bickenbach, Birkheim, Hausbay, Hungenroth, Leiningen, Lingerhahn, Maisborn, Mühlpfad, Niedert, Norath, Pfalzfeld, Schwall und Thörlingen wurden der neugebildeten Verbandsgemeinde Emmelshausen zugeordnet. Zuvor war Lamscheid nach Leiningen eingemeindet worden. Braunshorn und Dudenroth kamen 1970 zur Verbandsgemeinde Kastellaun, Laudert zur Verbandsgemeinde Sankt Goar.

### Frühere Zugehörigkeiten
Die nachfolgende Tabelle ermöglicht einen Überblick über die vorherigen Zugehörigkeiten der Gemeinden der Bürgermeisterei Pfalzfeld:
| Gemeinde               | Territorium vor 1792                      | Kanton und Mairie vor 1815   | Kirchspiel nach 1815          |
| ---------------------- | ----------------------------------------- | ---------------------------- | ----------------------------- |
| Bickenbach             | Kurtrier, Gallscheider Gericht            | Boppard, Halsenbach          | Bickenbach                    |
| Birkheim               | Kurtrier, Amt Oberwesel                   | Sankt Goar, Sankt Goar       | Norath                        |
| Braunshorn             | Herrschaft Braunshorn                     | Kanton Kastellaun, Gödenroth | Lingerhahn                    |
| Dudenroth (Braunshorn) | Herrschaft Braunshorn                     | Kanton Kastellaun, Gödenroth | Lingerhahn                    |
| Hausbay                | Katzenelnbogen, Amt Rheinfels             | Sankt Goar, Pfalzfeld        | Bickenbach                    |
| Hungenroth             | Katzenelnbogen, Amt Rheinfels             | Sankt Goar, Pfalzfeld        | Norath                        |
| Lamscheid (Leiningen)  | Herrschaft Leiningen                      | Sankt Goar, Pfalzfeld        | Norath                        |
| Laudert (pfälzisch)    | Fürstentum Pfalz-Simmern, Oberamt Simmern | Sankt Goar, Pfalzfeld        | Lingerhahn                    |
| Laudert (trierisch)    | Kurtrier, Amt Oberwesel                   | Sankt Goar, Pfalzfeld        | Lingerhahn                    |
| Leiningen              | Herrschaft Leiningen                      | Sankt Goar, Pfalzfeld        | Norath                        |
| Lingerhahn             | Kurtrier, Gallscheider Gericht            | Sankt Goar, Pfalzfeld        | Lingerhahn                    |
| Maisborn               | Fürstentum Pfalz-Simmern, Oberamt Simmern | Sankt Goar, Pfalzfeld        | Lingerhahn                    |
| Mühlpfad               | Katzenelnbogen, Amt Rheinfels             | Sankt Goar, Pfalzfeld        | Bickenbach                    |
| Niedert                | Katzenelnbogen, Amt Rheinfels             | Sankt Goar, Pfalzfeld        | Bickenbach                    |
| Norath                 | Herrschaft Braunshorn                     | Sankt Goar, Pfalzfeld        | Norath                        |
| Pfalzfeld              | Katzenelnbogen, Amt Rheinfels             | Sankt Goar, Pfalzfeld        | Norath (rk.), Pfalzfeld (ev.) |
| Schwall                | Herrschaft Leiningen                      | Sankt Goar, Pfalzfeld        | Norath                        |
| Thörlingen             | Kurtrier, Gallscheider Gericht            | Sankt Goar, Pfalzfeld        | Bickenbach                    |

## Statistiken
Nach der „Topographisch-Statistischen Beschreibung der Königlich Preußischen Rheinprovinz“ aus dem Jahr 1830 gehörten zur Bürgermeisterei Pfalzfeld 14 Dörfer, drei Weiler und sieben Mühlen. Im Jahr 1816 wurden insgesamt 2.457 Einwohner gezählt; 1828 waren es 2.951 Einwohner, darunter 1.493 männliche und 1.458 weibliche; 2.569 der Einwohner gehörten dem katholischen und 382 dem evangelischen Glauben an. 1843 gab es in Bickenbach, Braunshorn, Laudert (trierisch), Leiningen, Lingerhahn und Norath katholische Schulen, eine evangelische Schule gab es in Pfalzfeld.
Weitere Details entstammen dem „Gemeindelexikon für das Königreich Preußen“ aus dem Jahr 1888, das auf den Ergebnissen der Volkszählung vom 1. Dezember 1885 basiert. Im Verwaltungsgebiet der Bürgermeisterei Pfalzfeld lebten insgesamt 3.634 Einwohner in 692 Häusern und 721 Haushalten; 1.733 der Einwohner waren männlich und 1.801 weiblich. Bezüglich der Religionszugehörigkeit waren 3.068 katholisch und 466 evangelisch. Katholische Pfarrkirchen gab es in Bickenbach, Lingerhahn und Norath, eine evangelisch Kirche in Pfalzfeld.
1885 betrug die Gesamtfläche der zur Bürgermeisterei gehörenden Gemeinden 5.711 Hektar, davon waren 2.039 Hektar Ackerland, 677 Hektar Wiesen und 2.467 Hektar Wald.